# سان ميشيل نوتردام
محطة سان ميشيل نوتردام (بالفرنسية: Gare de Saint-Michel - Notre-Dame)، هي محطة سكة حديد فرنسية تقع في الدائرة الرابعة والخامسة والسادسة في باريس. وُضعت في الخدمة في عام 1900 تحت اسم بونت سان ميشيل، وهي اليوم تابعة للشركة الوطنية للسكك الحديدية الفرنسية.